# Jimmy Nicholson
Jimmy Nicholson (Belfast, 27 febbraio 1943) è un ex calciatore nordirlandese, di ruolo centrocampista.

## Palmarès

### Club

#### Competizioni nazionali
- Coppa d'Inghilterra: 1

Manchester United: 1962-1963
- Second Division: 1

Huddersfield Town: 1969-1970